# Azitromicină
Azitromicina este un antibiotic din clasa macrolidelor, fiind utilizat în tratamentul unor infecții bacteriene. Printre acestea se numără: otite, pneumonie și infecții la nivel gastrointestinal. Căile de administrare disponibile sunt orală, intravenoasă și oftalmică.
 Se află pe lista medicamentelor esențiale ale Organizației Mondiale a Sănătății. Este disponibil ca medicament generic și este comercializat în foarte multe state din lume.

## Farmacologie

### Farmacocinetică
Azitromicina prezintă biodisponibilitate orală medie, scazută în prezența alimentelor. Se acumulează în țesuturi și se eliberează lent, având un T1/2 tisular de 60 de ore. Realizează concentrații mari în spută, plămâni, amigdale, sinusuri, stomac, organe genitale feminine și prostată. Se acumulează în hematii si macrofage.

### Farmacodinamie
Se leagă, ca și eritromicina, de subunitatea 50S a ribozomului, împiedicând astfel dezvoltarea bacteriană. La concentrații terapeutice obișnuite, efectul este bacteriostatic, iar la concentrații mari este bactericid.
Spectru de acțiune cuprinde:
- Staphylococcus aureus
- Streptococcus agalactiae
- Streptococcus pneumoniae
- Streptococcus pyogenes
- Haemophilus ducreyi
- Haemophilus influenzae
- Moraxella catarrhalis
- Neisseria gonorrhoeae
- Chlamydia pneumoniae
- Chlamydia trachomatis
- Mycoplasma pneumoniae
- Mycobacterium avium - pentru prevenirea MAC (Mycobacterium avis complex) la bolnavii cu HIV

### Farmacotoxicologie
Poate determina tulburări gastrointestinale minore. Rar produce icter colestatic, creșterea transaminazelor, cefalee, amețeli.
Poate interacționa cu unele medicamente (warfarină, teofilină sau midazolam) cărora le crește concentrația plasmatică.

### Farmacografie
Adulți, oral, 500mg/zi prima doză, apoi 250mg/zi 4 zile, sau 500mg/zi, timp de 3 zile. În uretrită cu Chlamidia și infecții cu transmitere sexuală, se administrează o doză unică de 1g.
- Azitrox 500 mg - Zentiva
- Sumamed cpr și suspensie - Pliva
- Zithromax - Pfizer
- Azitromicina 250 mg & 500 mg cpr si suspensie 100 mg/5ml & 200 mg/5ml - Sandoz
- Ziromin - World Medicine